# 小田町 (岡山県)
小田町（おだちょう）はかつて岡山県にあった町。小田郡に属し、現在の矢掛町小田。
1925年6月1日に発足し、1961年1月15日に矢掛町に編入合併され消滅した。

## 概要
小田川の北、現在の矢掛町大字小田付近に相当する。なお岡山県には小田村がほかに2つ存在した。
中心部には小田駅やスーパーマーケット、ホームセンターがある。

## 沿革
- 1889年6月1日 - 町村制施行に伴い小田郡小田村が発足[3]。
- 1925年6月1日 - 小田村が町制し、小田町が発足。
- 1961年1月15日 - 矢掛町に編入合併。